# Parrina rosso
Il Parrina rosso è un vino DOC la cui produzione è consentita nella provincia di Grosseto.

## Caratteristiche organolettiche
- colore: rosso rubino.
- odore: delicato, gradevole.
- sapore: asciutto, armonico, vellutato.

## Produzione
Provincia, stagione, volume in ettolitri
- Grosseto  (1990/91)  490,0
- Grosseto  (1991/92)  490,0
- Grosseto  (1992/93)  602,0
- Grosseto  (1993/94)  1015,0
- Grosseto  (1994/95)  861,0
- Grosseto  (1995/96)  1253,0
- Grosseto  (1996/97)  1400,0